# Ben Rakidžija

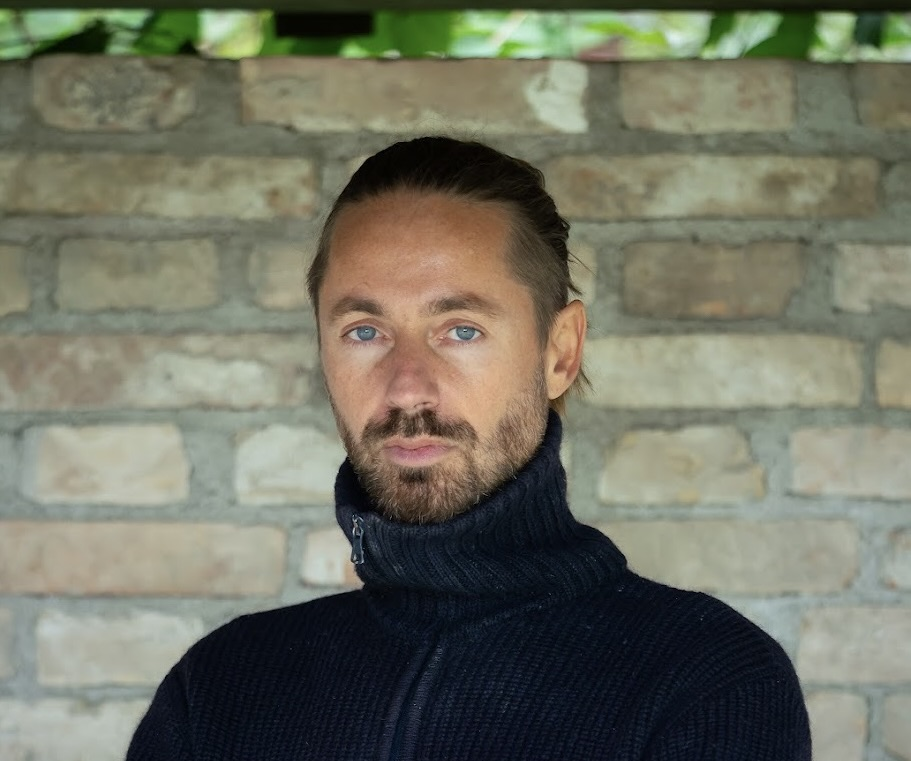
Ben Rakidžija (2024)

Ben Rakidžija (* 3. Oktober 1980 in Ludwigsburg) ist ein deutsch-kroatischer Schriftsteller.

## Leben
Rakidžija besuchte das Albertus-Magnus-Gymnasium in Sommerain und studierte Philosophie und Geschichte an der Universität Stuttgart. Er wurde dort mit einer Arbeit über Arthur Schopenhauers Mitleidsethik zum Magister Artium (M.A.) graduiert.
Als Autor schreibt er Kurzgeschichten, Novellen, Romane und Theaterstücke. Im Jahr 2020 veröffentlichte er das von Peter Simonischek kommentierte Buch der kleinen Wahrheiten. Seit 2021 wird seine Liebeskomödie Schätzchen, streit mit mir!, frei nach seinem Roman Sophia & Pierre, durch Volker Ranisch aufgeführt. Das Theaterstück wurde auf wechselnden internationalen Bühnen gespielt, wie Atelier Marcel Hastir (Brüssel), Schloss Morsbroich (Leverkusen), Grandhotel Giessbach (Brienz) oder Theater im Palais (Berlin). Rakidžija ist Gründer des Europäischen Literaturfests Lit.EU in Kroatien, das er als Künstlerischer Leiter betreut. Er war Mitglied im Verband deutscher Schriftsteller (bis ca. 2006) und hält Lesungen in Buchhandlungen, Schulen und Hotels.
Da Rakidžija viel durch Europa reist und seine Werke überwiegend in Hotelzimmern entstanden sind, bezeichnet er seine Literatur gerne als Hotel-Literatur (als Pedant zur Kaffeehaus-Literatur).

## Sonstiges
Im Jahr 2021 entstand ein Philosophischer Rundweg am Vierwaldstättersee, gegenüber dem Park Hotel Vitznau, mit 21 Aphorismen, die auf Holzstelen installiert wurden, so dass Wanderer, die dem Weg folgten, die Aphorismen lesen konnten. Er schrieb die Aphorismen unter dem Kürzel Raki.
Rakidžija`s Literatur ist u. a. beeinflusst durch seine Erfahrungen mit Yoga und Zen-Meditation. Er lebte von ca. 2006 bis 2009 zurückgezogen in Šibenik, wo er Chan-Meister Žarko Andričević aus der Linie des Sheng-yen kennenlernte. Später übte er mit Zen-Meistern wie Shodo Harada und Ryushin Paul Haller. Seit 2010 ist er als reisender Yogalehrer tätig.
Rakidžija gründete 1998 die Metal-Band Luna Field, deren Sänger er war. Die Band löste sich 2006 auf. Das letzte Album Diva erschien 2005 im Metal Label Black Lotus Records.

## Werke

### Einzeltitel
- Das Buch der kleinen Wahrheiten. Aphorismen. Karl Rauch Verlag, Köln 2020, ISBN 978-3-7920-0166-0.
- Verteidigung des Mittagsschlafs. Novelle. Verlag Königshausen & Neumann, Würzburg 2025, ISBN 978-3-8260-9124-7.

### Theater
- Im Jahr 2021 hatte Rakidžija`s Liebeskomödie Schätzchen, streit mit mir! seine Premiere bei Zürich liest, frei nach seinem unveröffentlichten Briefroman Sophia & Pierre, solistisch aufgeführt durch Volker Ranisch, unter Regie von Andre Steger. Seitdem wird das Theaterstück auf wechselnden, internationalen Bühnen gezeigt.

### Zeitschriften (Auswahl)
- Brief eines Gefangenen. Kurzgeschichte. In: Konzepte – Zeitschrift für Literatur, 2015.

- Aphorismen. In: Kamburg, P. (Hrsg.): Weisheit – Kritik – Impuls. Anthologie. Bochum 2016.

## Porträt, Interview
- Ben Rakidzija im Porträt Artikel, In: Vivamost, 16. Mai 2020 (englisch), abgerufen am 18. September 2024.